# Leptataspis bipars
Leptataspis bipars är en insektsart som först beskrevs av Walker 1858.  Leptataspis bipars ingår i släktet Leptataspis och familjen spottstritar. Inga underarter finns listade i Catalogue of Life.